# The Bones of What You Believe
The Bones of What You Believe ist das Debüt-Studioalbum des schottischen Electro-Pop-Trios Chvrches.
Es wurde am 20. September 2013 von der Universal-Tochter Virgin Records und dem Band-Label Goodbye Records veröffentlicht. Als Singles wurden die Titel The Mother We Share, Recover und Gun vorab veröffentlicht, die Single Lies folgte im Dezember 2013.
Das Album ist sowohl als Standardalbum mit zwölf Titeln, als auch als Special-Edition-Album mit achtzehn Titeln erhältlich. Letzteres enthält neben zwei Bonustiteln zwei Remixes und zwei Live-Musikvideos.
Der Song We Sink aus dem Album ist Bestandteil des Soundtracks für das Computerspiel FIFA 14. Zudem ist ein Cid Rim Cover des Songs Recover in der Current-Gen- und PC-Version von Grand Theft Auto V.

## Titelliste
Alle Songs stammen aus der Feder von Lauren Mayberry, Iain Cook und Martin Doherty.
Album
1. The Mother We Share – 3:12
2. We Sink – 3:34
3. Gun – 3:53
4. Tether – 4:46
5. Lies – 3:41
6. Under the Tide – 4:32
7. Recover – 3:45
8. Night Sky – 3:51
9. Science/Visions – 3:58
10. Lungs – 3:02
11. By the Throat – 4:09
12. You Caught the Light – 5:37

Bonustracks
1. Strong Hand – 3:25
2. The Mother We Share (Errors Remix) – 3:17

Bonustracks (Special Edition)
1. Strong Hand – 3:25
2. Broken Bones – 3:44
3. Gun (KDA Remix) – 6:15
4. The Mother We Share (We Were Promised Jetpacks Remix) – 5:58

## Rezeption
Das Album erreichte Platz 9 in den britischen, Platz 12 in den US-amerikanischen, Platz 18 in den österreichischen, Platz 22 in den deutschen und Platz 55 in den schweizerischen Charts.
Anne Nußbaum von Laut.de lobte das Album, es sei „songstrukturell einfach und im besten Sinne poppig gehalten, jeder Song [sei] eine kleine Hymne“. Chvrches beherrsche eine „mustergültige Synthese von Mehrheitspop und effektverspielter Elektronica, von Massenappeal und Individualität“.
Der Metascore des Albums beträgt 80 von 100 möglichen Punkten. Allmusic vergab zunächst 4 von 5 Sternen, bewertet The Bones of What You Believe mittlerweile jedoch mit der Höchstwertung. Einhergehend wurde es von der Website in die Zusammenstellung der besten Alben der 2010er Jahre aufgenommen.
Das Magazin Rolling Stone wählte The Bones of What You Believe auf Platz 32 der 50 besten Alben 2013. In der Auswahl von Pitchfork belegt das Album Platz 36. Der New Musical Express wählte es auf Platz 23 und die deutsche Zeitschrift Musikexpress auf Platz 39 ihrer Jahreslisten.
Pitchfork führt es auf Platz 180 der 200 besten Alben des Jahrzehnts.
Das Album wurde in die 1001 Albums You Must Hear Before You Die aufgenommen.